# Herxheim am Berg
Herxheim am Berg là một đô thị thuộc huyện Bad Dürkheim, trong bang Rheinland-Pfalz, phía tây nước Đức. Đô thị Herxheim am Berg có diện tích 4,35 km², dân số thời điểm ngày 31 tháng 12 năm 2006 là 738 người.